# Доктор Еверардо Неуманн Пења, Клиника Псикијатрика (Соледад де Грасијано Санчез)
Доктор Еверардо Неуманн Пења, Клиника Псикијатрика (шп. Doctor Everardo Neumann Peña, Clínica Psiquiátrica) насеље је у Мексику у савезној држави Сан Луис Потоси у општини Соледад де Грасијано Санчез. Насеље се налази на надморској висини од 1840 м.

## Становништво
Према подацима из 2010. године у насељу је живело 35 становника.

### Хронологија
| Година       | 2005 | 2010 |
| ------------ | ---- | ---- |
| Становништво | 31   | 35   |

### Попис
| # | Индикатор                     | Вредност |
| - | ----------------------------- | -------- |
| 1 | Укупно домаћинстава           | 1        |
| 2 | Укупно насељених домаћинстава | 1        |
| 3 | Величина локације             | 1        |